# Bisdom Cork en Ross
Het Bisdom Cork en Ross  (Latijn: Dioecesis Corcagiensis et Rossensis, Iers: Deoise Chorcaí agus Rosa) is een Iers rooms-katholiek bisdom. Het bisdom ontstond in 1958 uit de samenvoeging van de bisdommen Cork en Ross. Het bisdom Ross bestond al in 570, het bisdom Cork in de 7e eeuw. Cork en Ross ressorteert onder het aartsbisdom Cashel en Emly. Het omvat de stad Cork en delen van het graafschap Cork.

## Kathedraal

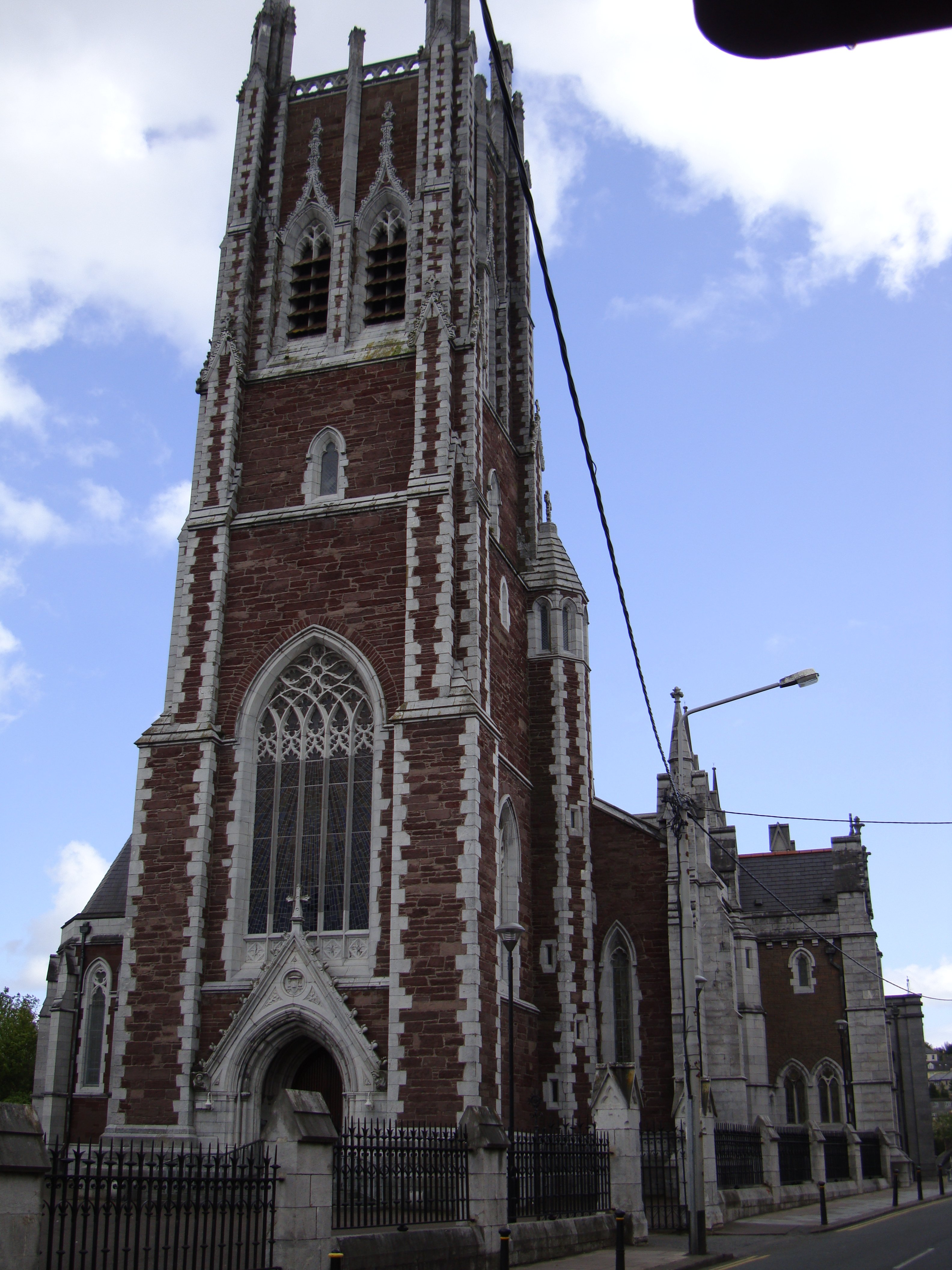
Kathedraal in Cork

De formele zetel van de bisschop is de Kathedraal in Cork. De kerk werd ingewijd in 1808. In 1820 werd het gebouw zwaar beschadigd bij een brandstichting. De kathedraal van het voormalige bisdom Ross in Skibbereen vervult een functie als cokathedraal.